# Geschichte Puerto Ricos

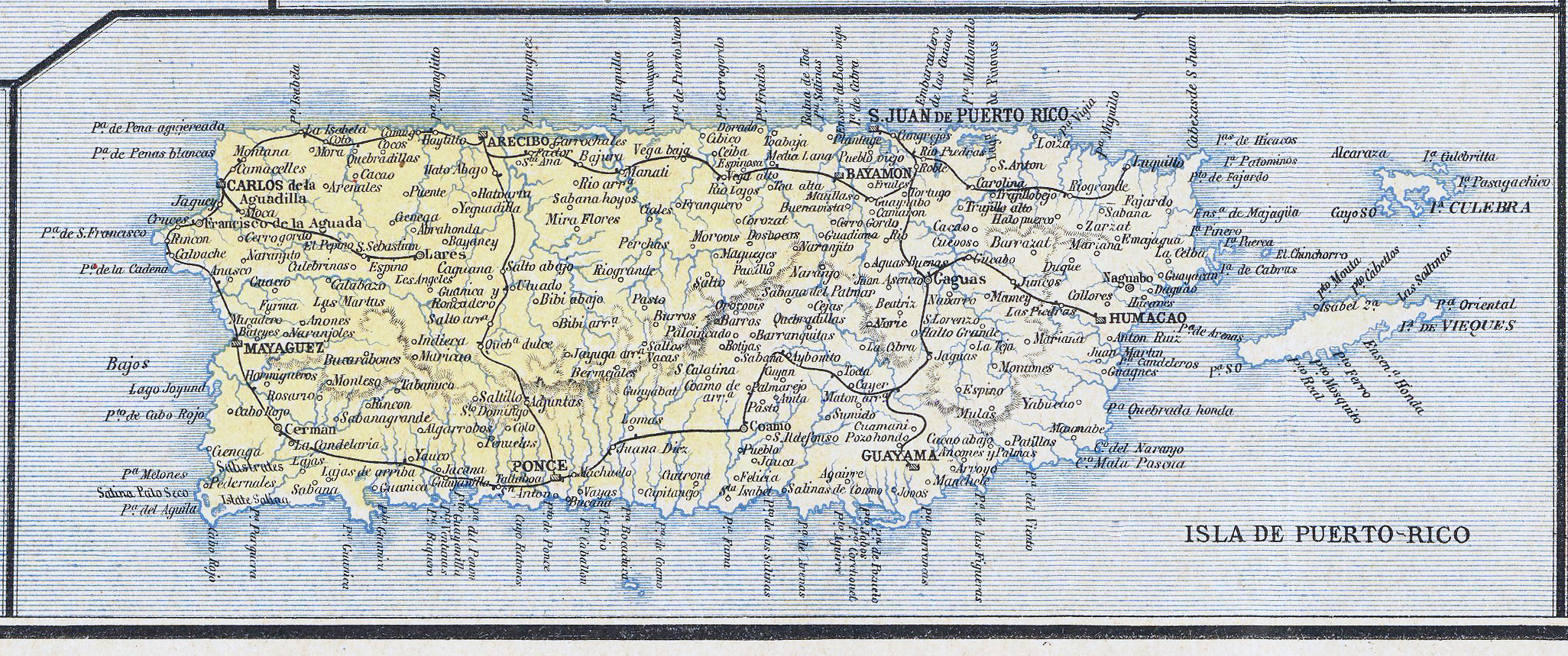
Karte von 1888

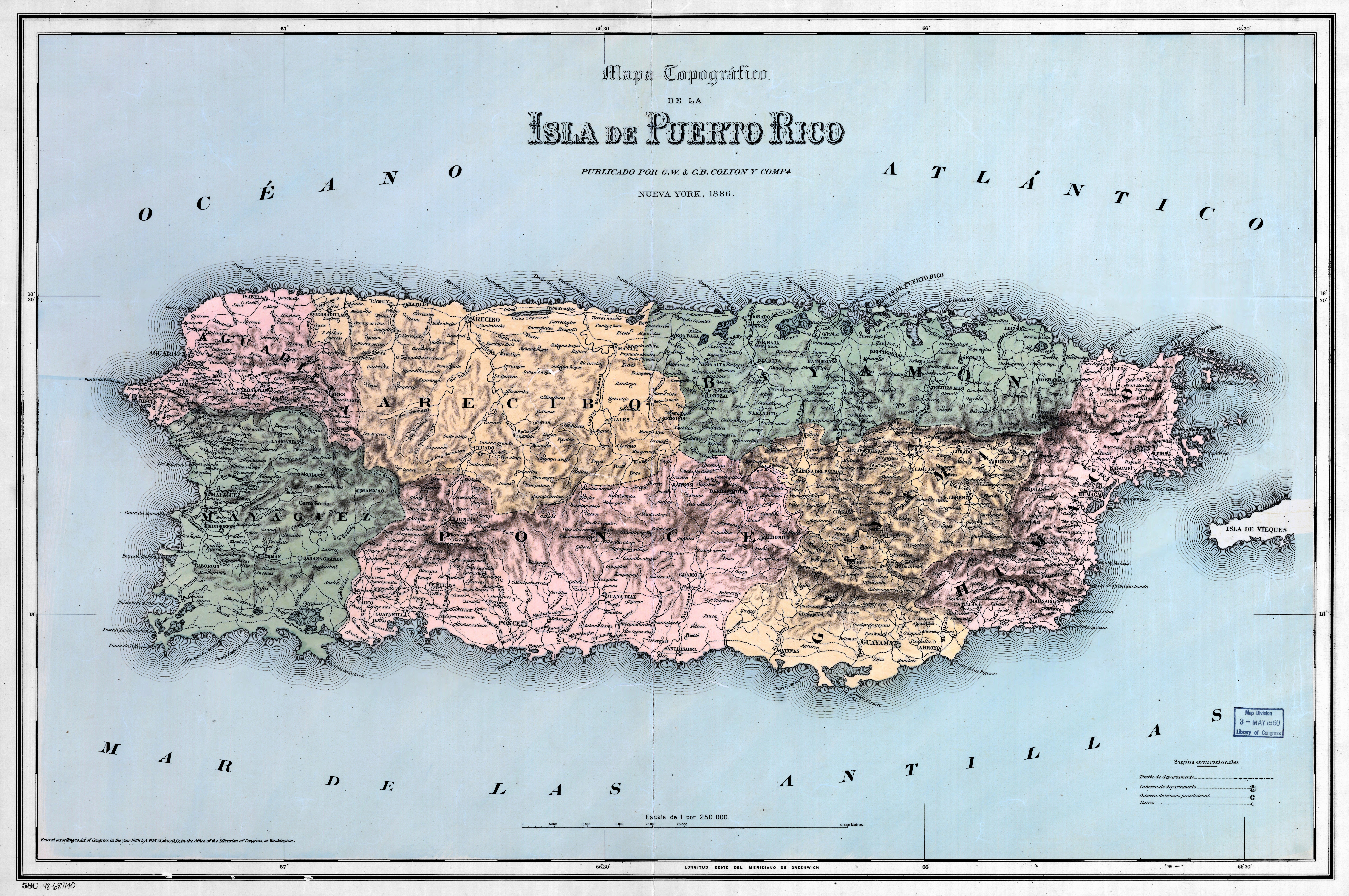
Departamentos von Puerto Rico 1886 (spanisch)

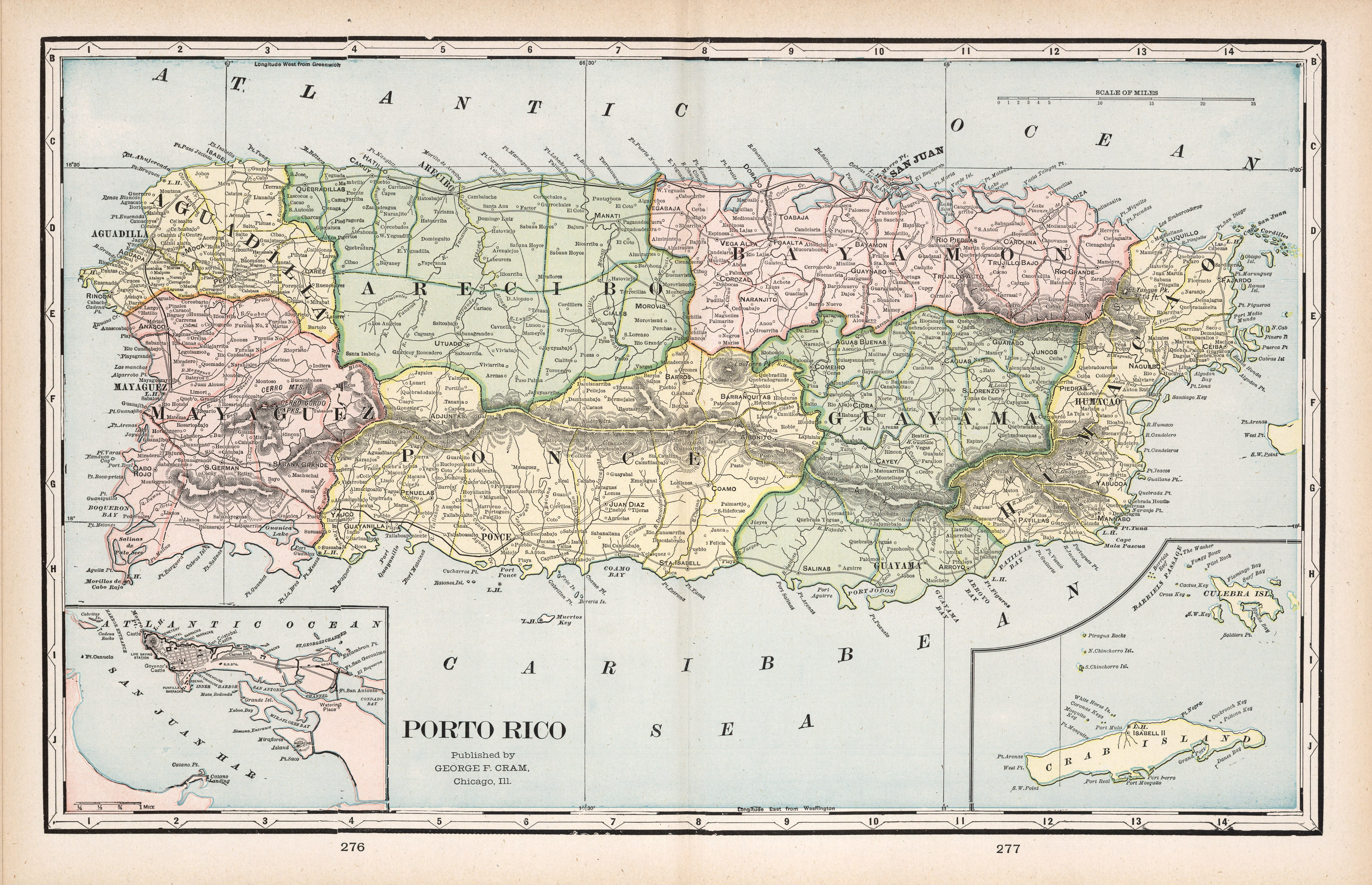
Karte von 1901 (USA)

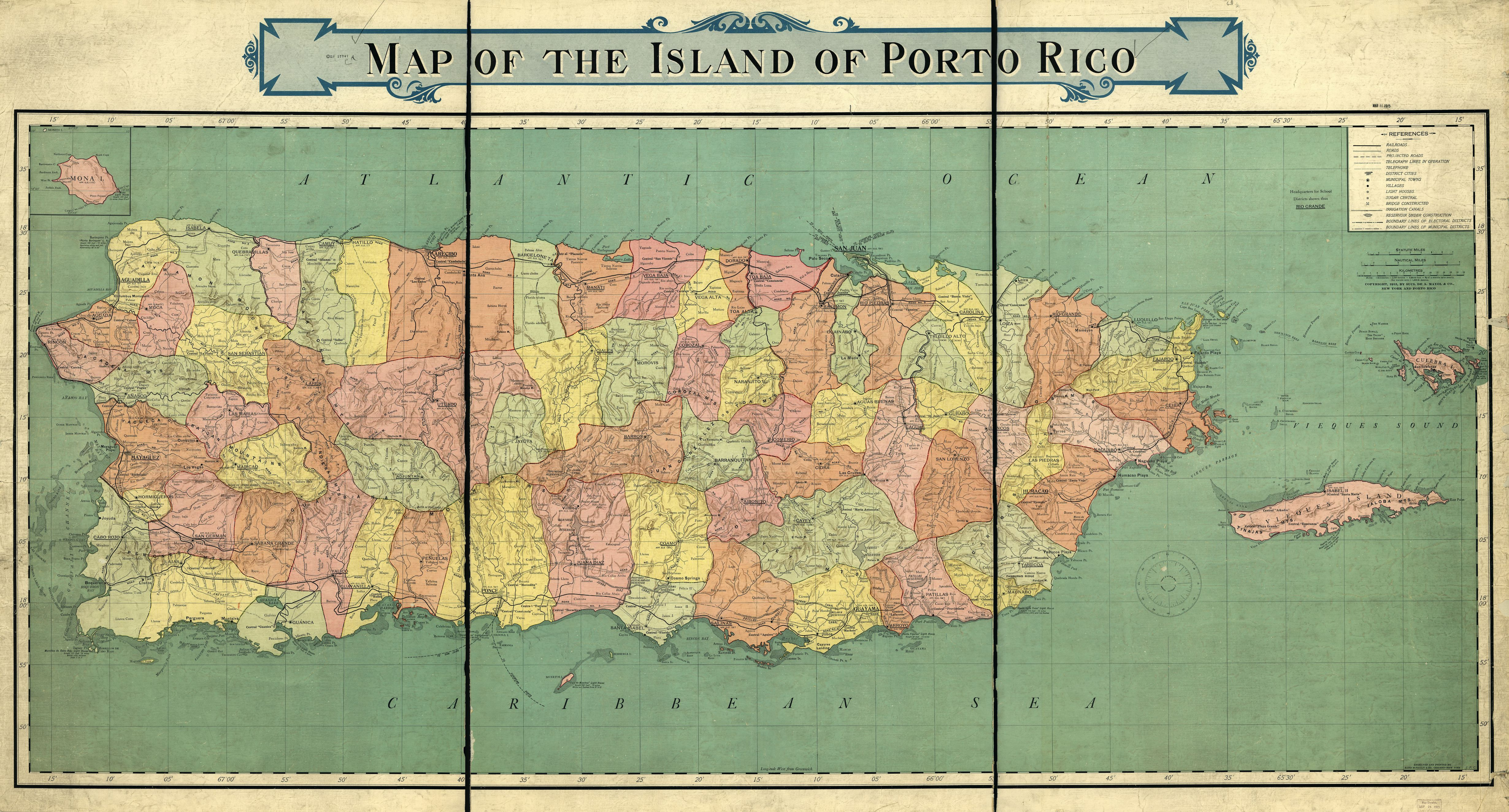
Karte von 1915 (USA)

Die Geschichte Puerto Ricos umfasst die Entwicklungen auf dem Gebiet des Freistaates Puerto Rico, einem Außengebiet der Vereinigten Staaten, von der Urgeschichte bis zur Gegenwart. Sie begann mit der Besiedlung des Archipels durch die Ortoiroiden zwischen 3000 und 2000 v. Chr. Andere Volksstämme wie die Igneri – eine Kulturstufe der Kultur der Arawak – besiedelten die Insel zwischen 120 und 1000 n. Chr. Im Westen der Insel finden sich Spuren der Saladoidkultur. Zur Zeit von Christoph Kolumbus’ Ankunft in der Neuen Welt waren die Taínos die dominante einheimische Kultur. Die indigene Bevölkerung verlor ihre Bedeutung in der zweiten Hälfte des 16. Jahrhunderts, als ihre Anzahl durch die Ausbeutung, den Krieg und die Krankheiten, die die Spanier mitbrachten, drastisch reduziert wurde.
Dank seiner Lage im Nordosten der Karibik war Puerto Rico in den frühen Jahren der Entdeckungsreisen, Eroberungen und Kolonisation der Neuen Welt eine Schlüsselstelle für das spanische Imperium. Die kleinste der Großen Antillen war ein bedeutender Militärstützpunkt bei vielen Kriegen zwischen Spanien und anderen europäischen Mächten um die Herrschaft in der Region während des 16., 17. und 18. Jahrhunderts. Die Insel war ein Zwischenschritt auf dem Weg von Europa nach Kuba, Mexiko, Mittelamerika und die nördlichen Territorien Südamerikas. Während des 19. Jahrhunderts und bis zum Ende des Spanisch-Amerikanischen Krieges waren Puerto Rico und Kuba die letzten beiden spanischen Kolonien in der Neuen Welt und dienten als letzte Außenposten bei den spanischen Strategien zur Rückeroberung des amerikanischen Kontinents.
1898 drangen die Vereinigten Staaten in Puerto Rico ein und beanspruchten die Insel für sich. Die erste Hälfte des 20. Jahrhunderts war geprägt von Kämpfen um mehr demokratische Rechte von den Vereinigten Staaten. Der Foraker Act von 1900, der eine zivile Regierung etablierte und der Jones–Shafroth Act von 1917, der den Puerto-Ricanern die Bürgerrechte der Vereinigten Staaten gewährte, ebneten den Weg zur Verfassung Puerto Rico und den ersten demokratischen Wahlen im Jahr 1952. Jedoch bleibt der politische Status Puerto Ricos auch mehr als 500 Jahre nach der ersten Besiedlung durch die Europäer umstritten.

## Puerto Rico vor der Kolonisation
Die Besiedlung Puerto Ricos begann mit der Ankunft der Ortoiroidkultur aus dem Orinoco-Gebiet in Südamerika. Einige Gelehrte datieren ihre Ankunft 4000 Jahre zurück. Eine archäologische Ausgrabung auf der Insel Vieques im Jahre 1990 förderte die Überreste eines angeblichen Ortoiroid-Mannes (als Puerto-Ferro-Mann bezeichnet) zu Tage, der auf etwa 2000 v. Chr. datiert wird. Die Ortoiroid wurden von den Igneri verdrängt, einem relativ friedlichen Volksstamm aus der gleichen Region, der zwischen 120 und 400 n. Chr. auf der Insel ankam.
Um 345 v. Chr. erreichten die Saladoiden vom Orinoco kommend Puerto Rico und brachten neben der Töpferei auch den Anbau von Maniok, Yucca und Mais mit. Die prä-keramische Kultur wurde nach Kuba verdrängt. In einer späteren Phase besiedelten die Saladoiden auch das Bergland im Inselinneren. Handelsnetze reichten bis in den Norden Südamerikas, was Schmuckstücke aus verschiedenen Halbedelsteinen belegen. Ein einheitlicher, karibischer Kulturraum war entstanden.
Zwischen dem siebenten und elften Jahrhundert besiedelten vermutlich die Arawak die Insel. In dieser Zeit entstand die Kultur der Taíno, die um 1000 n. Chr. dominierte. Ihre Ursprünge liegen im Dorf Saladero im Stromgebiet des Orinoco in Venezuela. Sie erreichten Puerto Rico nach einer Wanderung über die Kleinen Antillen. Als Kolumbus ankam, lebten schätzungsweise 30.000 bis 60.000 Taíno unter der Führung des Kaziken Agüeybaná auf der Insel, die sie boriken nannten, was so viel bedeutet wie „das große Land des tapferen und edlen Herrn“ („the great land of the valiant and noble Lord“). Die Einheimischen lebten in kleinen Dörfern unter der Leitung eines Häuptlings und ernährten sich von der Jagd, der Fischerei und dem Sammeln einheimischer Maniok-Wurzeln und Früchte. Als 1493 die Spanier eintrafen, kam es zu Konflikten mit den Kariben, die sich zu den Antillen hinauf bewegten. Die Spanier löschten die Taíno aus, aber deren Kultur ist heute noch in der Kultur Puerto Ricos verwurzelt. Musikinstrumente wie die Maracas und Güiro, die Hängematte und Wörter wie Mayagüez, Arecibo, Leguan (iguana) und Hurrikan (huracán) stellen das Erbe der Taíno dar.

## Spanische Herrschaft (1493–1898)

### Beginn der Kolonisation

Christoph Kolumbus gilt als Entdecker Puerto Ricos

Christoph Kolumbus stach bei seiner zweiten Reise am 25. September 1493 mit 17 Schiffen und 1200–1500 Mann Besatzung von Cádiz aus in See. Er landete am 19. November 1493 auf der Insel, die er zu Ehren Johannes des Täufers San Juan Bautista nannte. Juan Ponce de León, ein Leutnant unter Kolumbus, der später erster Gouverneur der Insel wurde (einige Quellen nennen Vicente Yáñez Pinzón, der jedoch nie auf der Insel ankam), gründete am 8. August 1508 die erste Siedlung Caparra (die heutige Hauptstadt San Juan). Im nächsten Jahr gab man die Siedlung auf, weil man eine benachbarte Insel an der Küste bevorzugte, die über einen geeigneten Hafen verfügte und Puerto Rico („reicher Hafen“) genannt wurde. 1511 entstand die zweite Siedlung San Germán im Südwesten der Insel. 1521 bekam die nördliche Siedlung den Namen San Juan Bautista de Puerto Rico, kurz: San Juan.
Mitte des 18. Jahrhunderts hatten sich die ursprünglichen Namen für die Insel und die Hauptstadt im allgemeinen Sprachgebrauch vertauscht: Die Insel, die Kolumbus San Juan Bautista (kurz: San Juan) getauft hatte, wurde nun Puerto Rico genannt, während die Stadt (ursprünglich Puerto Rico genannt) nun San Juan hieß.
Die Kolonisation nahm mit den Encomienda-Siedlungen Gestalt an, in denen die Siedler die Taíno als Arbeitskräfte versklavten und ihnen im Gegenzug militärischen Schutz boten. Um die Ausbeutung der Einheimischen zu stoppen und auf Druck der römisch-katholischen Kirche erließ Ferdinand II. am 27. Dezember 1512 die Leyes de Burgos, die die Encomiendas in Repartimientos umwandelten. Diese Gesetze untersagten unter anderem jede Bestrafung der Einheimischen, regelten ihre Arbeitszeiten, Bezahlung und Hygiene und ordneten an, dass sie sich der Katechese unterziehen müssten. Die Gesetze wurden jedoch meistens ignoriert und die Realität war von Sklaverei geprägt. 1511 revoltierten die Taíno gegen die Spanier. Angeblich befahl Häuptling Urayoán, wie von Agüeybaná II. geplant, Diego Salcedo zu ertränken, um festzustellen, ob die Spanier unsterblich waren. Nachdem sie Diego ertränkt hatten, beobachteten sie seine Leiche drei Tage lang, um seinen Tod zu bestätigen. Ponce de León konnte den Aufstand problemlos niederschlagen, und innerhalb weniger Jahrzehnte war ein großer Teil der einheimischen Bevölkerung durch Krankheiten, Gewalt und eine hohe Selbstmordrate gestorben.
Die römisch-katholische Kirche erkannte die Möglichkeit, ihren Einfluss auszudehnen und kolonisierte die Insel ebenfalls. Am 8. August 1511 richtete Papst Julius II. drei Diözesen in der Neuen Welt ein, eine in Puerto Rico und zwei auf der Insel Hispaniola unter der Leitung des Erzbischofs von Sevilla. Alonso Manso, der Kanoniker von Salamanca, wurde zum Bischof der puerto-ricanischen Diözese berufen. Vor seiner Ankunft auf der Insel am 26. September 1512 errichtete er die erste Schule für fortgeschrittene Studien. 1513 kam Manso als erster Bischof in Amerika an. Puerto Rico wurde auch das erste geistliche Hauptquartier in der Regierungszeit von Papst Leo X. und das Zentrum der spanischen Inquisition in der Neuen Welt.
Während der Kolonisation wurden im Jahre 1513 afrikanische Sklaven auf die Insel gebracht. In den folgenden Jahren erhöhte sich ihre Anzahl parallel zum Verfall der Taíno-Bevölkerung, war jedoch im Vergleich zu den benachbarten Inseln gering. In dieser frühen Zeit gab es außerdem Versuche, den Spaniern die Kontrolle über Puerto Rico zu entreißen. Die Kariben, ein aus der Karibik einfallender Volksstamm, griffen 1514 und 1521 die spanischen Siedlungen an den Ufern des Daguao und Macao an, scheiterten jedoch an der Waffengewalt der Spanier. Dies sollten jedoch nicht die letzten Angriffe bleiben, denn die europäischen Mächte erkannten das Potential des neu entdeckten Landes und versuchten es für sich zu gewinnen.

### Bedrohungen aus Europa

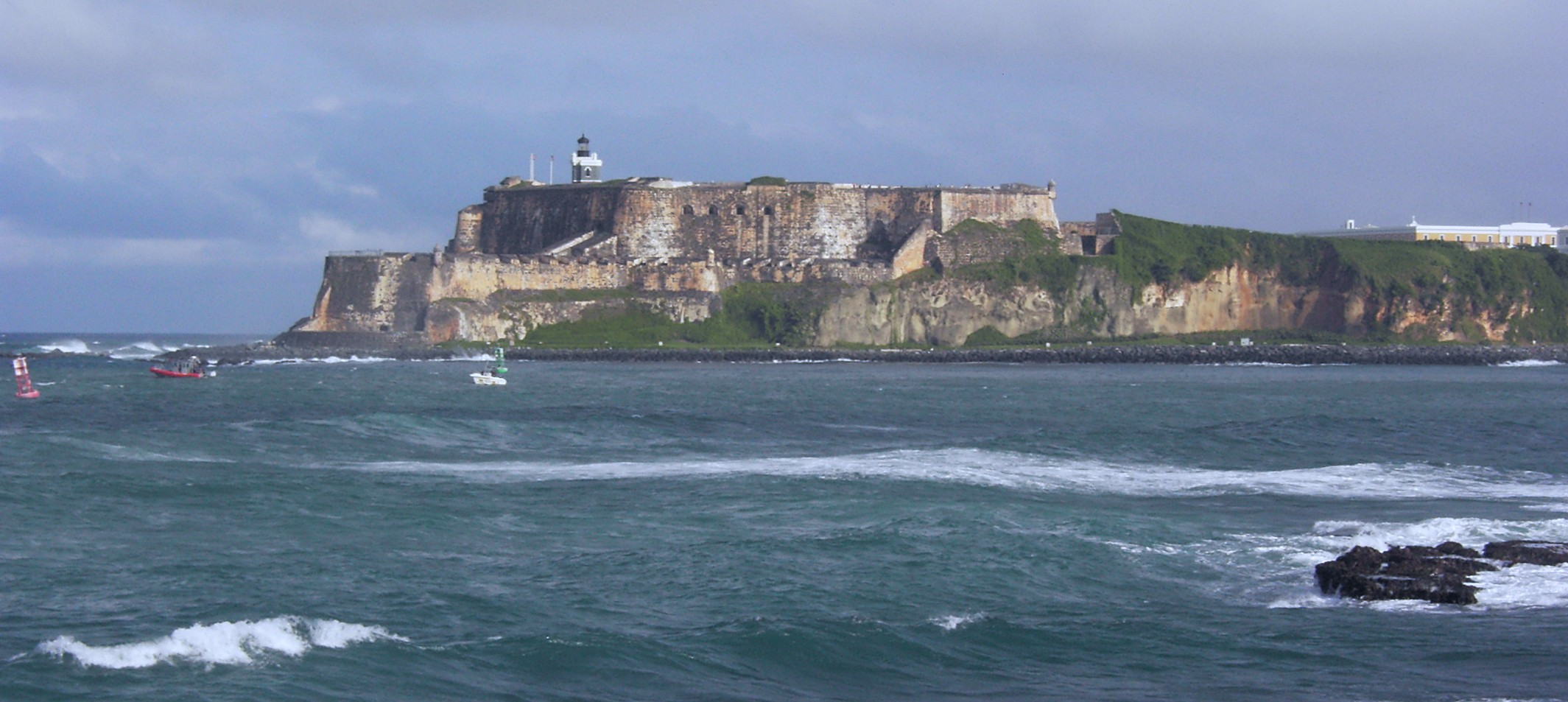
Blick über die Bucht von San Juan vom Fort San Felipe del Morro

Angelockt vom möglichen Reichtum versuchten die europäischen Mächte im 16., 17. und 18. Jahrhundert mehrmals, den Spaniern die Kontrolle über Puerto Rico zu entreißen, was zu mehreren Invasionen auf der Insel führte. Diese Invasionen waren unterschiedlich erfolgreich, aber keiner der Angreifer konnte dauerhaft die Kontrolle über die Inseln gewinnen. 1528 erkannten die Franzosen den strategischen Wert Puerto Ricos; sie überfielen und verbrannten San Gérman im Südwesten (französische Piraten fielen 1538 und 1554 erneut ein). Sie zerstörten auch viele der frühesten Siedlungen, darunter Guánica, Sotomayor (heute Aguada), Daguao (heute Ceiba) und Loíza, ehe das örtliche Militär sie zum Rückzug zwang. Nur die Hauptstadt San Juan blieb unversehrt.
Die Spanier begannen, die Bucht von San Juan zu sichern. 1532 entstand mit La Fortaleza die erste Festung am Eingang der Bucht von San Juan. Sieben Jahre danach konstruierten sie das Fort San Felipe del Morro. Später dienten auch Fort San Cristóbal und Fort San Jerónimo als Garnison und zur Verteidigung vor Angriffen über Land. Die Forts entstanden mit finanzieller Unterstützung aus den mexikanischen Minen. 1587 sorgten die Ingenieure Juan de Tejada und Juan Bautista Antonelli für die heute noch sichtbare Neugestaltung des Fort San Felipe del Morro.

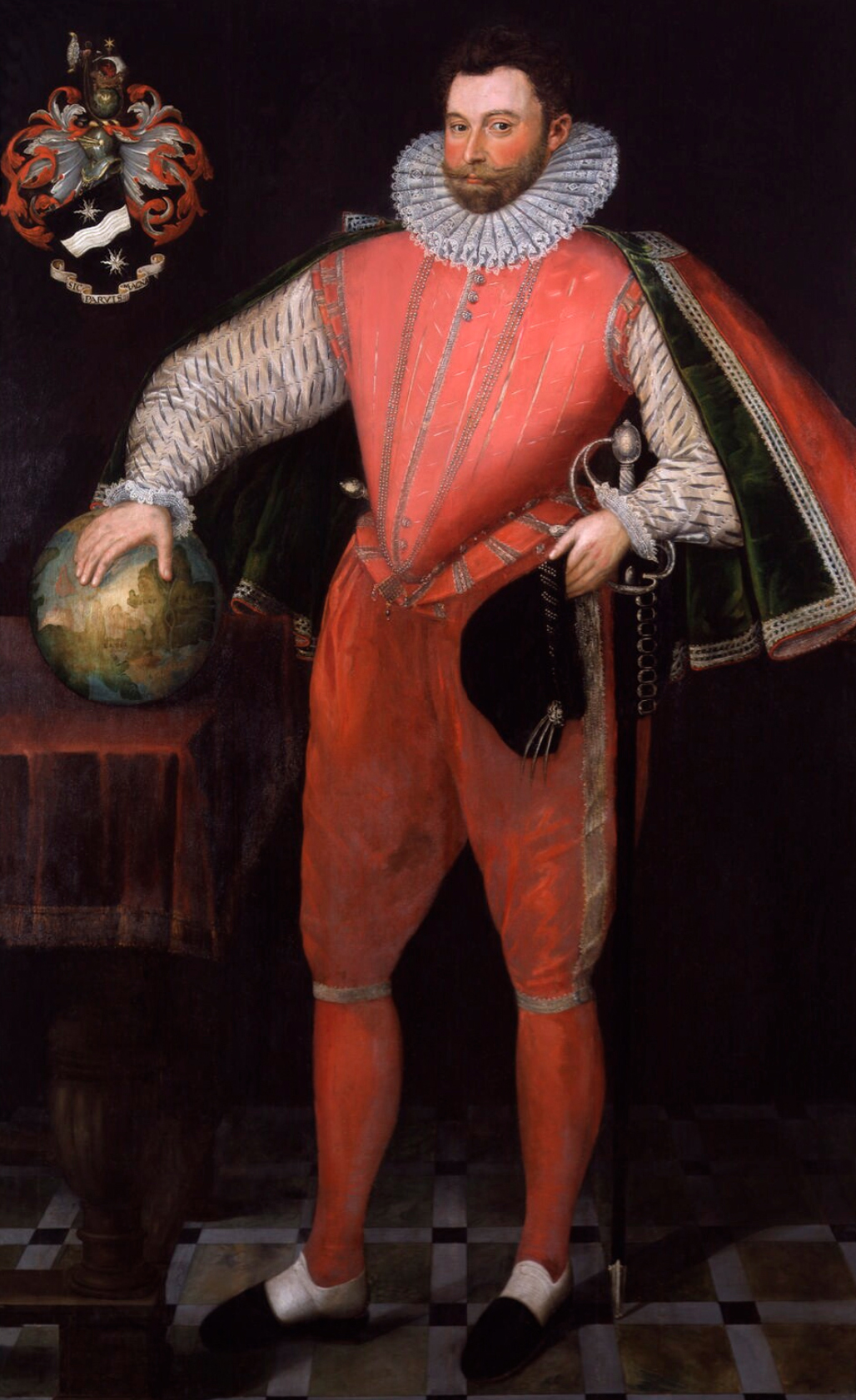
Sir Francis Drake startete 1595 einen erfolglosen Angriff auf San Juan

Am 22. November 1595 segelte der englische Freibeuter Sir Francis Drake mit 27 Schiffen und einer Truppenstärke von 2500 Mann in die Bucht von San Juan, um die Stadt auszurauben. Obwohl er San Juan in Brand steckte, konnte er die in den Forts verschanzten Kämpfer nicht bezwingen. Im Wissen um Drakes Niederlage landete die Royal Navy am 15. Juni 1598 unter der Leitung des Herzog von Cumberland George Clifford mit Truppen von 21 Schiffen in Santurce an der Ostküste. Clifford traf auf spanischen Widerstand, als er von Condado (heute ein Bezirk der Hauptstadt San Juan) aus versuchte, die San-Antonio-Brücke nach San Juan zu überqueren. Dennoch eroberten die Briten die Insel und hielten sie mehrere Monate lang, ehe sie ein Ausbruch von Bakterienruhr in den Truppen zur Aufgabe zwang. Im folgenden Jahr schickte Spanien Soldaten, Kanonen und den neuen Gouverneur Alonso de Mercado, um San Juan wiederaufzubauen.
Im 17. und 18. Jahrhundert gab es weitere Angriffe auf die Insel. Am 25. September 1625 griffen die Niederländer unter der Führung von Boudewijn Hendrick San Juan an und belagerten das Fort San Felipe del Morro sowieso La Fortaleza. Die Einwohner flohen aus der Stadt und die Spanier konnten unter der Führung von Gouverneur Juan de Haro die niederländischen Truppen vom Fort San Felipe del Morro vertreiben. Bei ihrem Rückzug zündeten die Niederländer die Stadt an. Währenddessen ging der Bau der Festungsanlagen in San Juan weiter. 1634 errichtete Philipp IV. sechs Festungen am Fort San Cristóbal, die durch eine Reihe von Sandstein-Mauern rund um die Stadt verbunden waren. 1702 scheiterten die Engländer mit einem Angriff auf Arecibo an der Nordküste. 1797 erklärten die Franzosen und Spanier dem Vereinigten Königreich den Krieg. Die Briten versuchten unter dem Kommando von General Ralph Abercromby durch eine Invasion in San Juan mit einer Truppenstärke von 7000 Mann und einer Armada aus 64 Kriegsschiffen erneut, die Insel zu erobern. Captain General Don Rámon de Castro und seiner Armee gelang die Verteidigung.
Während die Insel regelmäßigen Angriffen ausgesetzt war, entstand allmählich eine puerto-ricanische Gesellschaft. Ein Zensus von Lt. General Alejandro O’Reilly im Jahre 1765 ergab eine Bevölkerungszahl von nur 44.883, darunter 5037 (11,2 %) Sklaven. Dies war im Vergleich zu anderen spanischen Kolonien ein geringer Prozentsatz. 1786 veröffentlichte Fray Íñigo Abbad y Lasierra das erste umfassende Buch über Puerto Rico. Historia Geográfica, Civil y Política de Puerto Rico erschien in Madrid und enthielt eine komplette Geschichte Puerto Ricos von der Entdeckung 1493 bis 1783. Das Buch liefert auch Informationen aus erster Hand zur puerto-ricanischen Identität einschließlich Musik, Kleidung, Persönlichkeit und Nationalität.

### Frühes 19. Jahrhundert

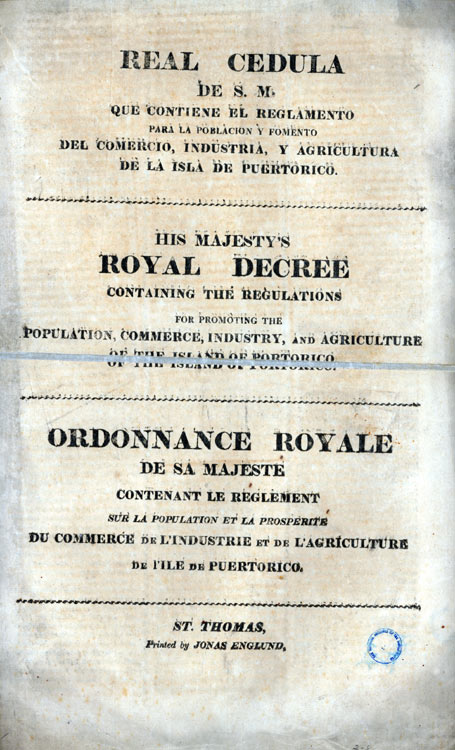
Der königliche Gnadenbrief Real Cédula de Gracia von 1815

Das 19. Jahrhundert brachte viele Veränderungen für Puerto Rico, von denen einige politischer Natur waren und andere sich auf die Gesellschaft bezogen. 1809 versammelte sich die spanische Regierung zum Kampf gegen Napoléon Bonaparte in Cádiz in Südspanien. Während sie immer noch ihre Loyalität zum König schworen, luden die Cortes Generales Wahlvertreter aus den Kolonien ein. Ramón Power y Giralt wurde zum lokalen Abgeordneten der Cortes von Cadiz ernannt. Das kurze Zeit später folgende Power Law bestimmte fünf Häfen für freien Handel (Fajardo, Mayagüez, Aguadilla, Cabo Rojo und Ponce) und verordnete ökonomische Reformen zur Entwicklung einer effizienteren Wirtschaft. Die 1812 in Kraft getretene Verfassung von Cádiz unterteilte Spanien und seine Territorien in Provinzen, von denen jede eine lokale Körperschaft oder einen Rat zur Förderung der Prosperität und Verteidigung der Interessen besaß. Außerdem erhielten die Puerto-Ricaner eine bedingte Staatsbürgerschaft.
Am 10. August 1815 gestattete die Real Cédula de Gracia (königlicher Gnadenbrief) Fremden (einschließlich der französischen Flüchtlinge von Hispaniola) die Einreise nach Puerto Rico und öffnete den Hafen für den Handel mit anderen Nationen als Spanien. Damit begann ein auf der Landwirtschaft basierendes Wirtschaftswachstum, bei dem Zucker, Tabak und Kaffee die wichtigsten Produkte waren. Der Gnadenbrief versprach außerdem jedem freies Land, der seine Loyalität zur spanischen Krone und zur römisch-katholischen Kirche schwor. Viele Menschen aus Deutschland, Korsika, Irland, Frankreich, Portugal und den Kanaren immigrierten nach Puerto Rico, um der wirtschaftlichen Misere in Europa zu entfliehen. Die kleinen Gewinne an Autonomie und Rechten waren jedoch kurzlebig. Nach dem Sturz Napoleons herrschte in Spanien wieder der Absolutismus, der die Cádiz-Verfassung außer Kraft setzte und Puerto Rico in den früheren Status einer Kolonie versetzte, die der uneingeschränkten Macht des spanischen Monarchen unterworfen war.
Neben der Integration der Einwanderer in die puerto-ricanische Kultur gab es weitere Ereignisse, die sich auf die Gesellschaft auswirkten. Am 25. Juni 1835 beendete Regentin María Cristina den Sklavenhandel in den spanischen Kolonien. 1851 gründete Gouverneur Juan de la Pezuela Cevallos die Royal Academy of Belles Letters. Die Akademie lizenzierte Grundschullehrer, formulierte Methoden für die Schulen und veranstaltete literarische Wettbewerbe, die den intellektuellen und literarischen Fortschritt auf der Insel förderten. 1858 kam die Telegraphie auf die Insel, als Samuel F. B. Morse in Arroyo in der Hacienda La Enriqueta eine Leitung installierte. Die heute noch genutzte Arenas Bridge wurde erst 1894 fertiggestellt.

### Kampf um die Autonomie

Die beim Grito de Lares verwendete Flagge der Revolution

Die zweite Hälfte des 19. Jahrhunderts war vom Kampf Puerto Ricos um die Autonomie geprägt. Eine Volkszählung im Jahre 1860 ergab eine Bevölkerung von 583.308 Menschen, von denen 300.406 (51,5 %) Weiße und 282.775 (48,5 %) Farbige (Schwarze, Mulatten und Mestizen) waren. Die Mehrheit der Bevölkerung waren Analphabeten (83,7 %) und lebte in Armut. Die Landwirtschaft, die zu dieser Zeit die Haupteinnahmequelle darstellte, wurde durch fehlende Straßen, rudimentäres Werkzeug und Naturkatastrophen wie Hurrikans und Trockenheit behindert. Die Wirtschaft litt auch unter steigenden Zöllen und Steuern, die ihr von der spanischen Krone aufgezwungen wurden. Außerdem hatten die Spanier begonnen, Befürworter liberaler Reformen ins Exil zu schicken oder zu verhaften.
Am 23. September 1868 revoltierten hunderte Frauen und Männer in Lares getrieben von Armut und politischer Entfremdung gegen die spanische Herrschaft und strebten nach Unabhängigkeit. Der Aufstand Grito de Lares wurde von einer Gruppe unter der Leitung des in der Dominikanischen Republik exilierten Ramón Emeterio Betances und Segundo Ruiz Belvis geplant. Betances hatte im Januar 1868 das „revolutionäre Komitee Puerto Ricos“ (Comité Revolucionario de Puerto Rico) gegründet. Weitere Anführer bei dem wichtigen, aber schnell niedergeschlagenen Aufstand waren Manuel Rojas, Mathias Brugman, Mariana Bracetti, Francisco Ramírez Medina und Lola Rodríguez de Tió
Infolge des Grito de Lares kam es Ende des 19. Jahrhunderts zu politischen und sozialen Reformen. Am 4. Juni 1870 wurde dank der Bemühungen von Román Baldorioty de Castro, Luis Padial und Julio Vizcarrondo das Moret Law bewilligt, das die Sklaven, die nach dem 17. September 1868 geboren oder über 60 Jahre alt waren, in die Freiheit entließ. Am 22. März 1873 schaffte die spanische Nationalversammlung mit wenigen Sonderklauseln die Sklaverei in Puerto Rico offiziell ab (die Klauseln besagten, dass die Sklaven noch drei Jahre lang arbeiten müssten und dass die Eigentümer mit 35 Millionen Peseten kompensiert würden). 1870 entstanden die ersten politische Organisationen auf der Insel, als sich zwei Fraktionen entwickelten. Die Traditionalisten in der liberal-konservativen Partei Partido Liberal Conservador von José R. Fernández, Pablo Ubarri und Francisco Paula Acuña plädierten für die Assimilation in das politische Parteiensystem Spaniens. Die Autonomisten in der liberalen Reformpartei Partido Liberal Reformista von Román Baldorioty de Castro, José Julián Acosta, Nicolás Aguayo und Pedro Gerónimo Goico bevorzugten eine Dezentralisierung von der spanischen Kontrolle. Die Parteien änderten ihre Namen später in Partido Federal Reformista (föderale Reformpartei) bzw. Partido Español Incondicional (unkonditionale spanische Partei). Im März 1887 wurde die Reformpartei reformiert und in Partido Autonomista Puertorriqueño (puerto-ricanische Autonomistenpartei) umbenannt. Sie versuchte, eine politische und rechtliche Identität für Puerto Rico zu schaffen, während sie Spanien in allen politischen Angelegenheiten nachahmte. Sie stand unter der Führung von Román Baldorioty de Castro, José Celso Barbosa, Rosendo Matienzo Cintrón und Luis Muñoz Rivera.
Der Kampf um die Autonomie hatte sein Ziel fast erreicht, als am 25. November 1897 die Carta Autónomica, die der Insel politische und administrative Autonomie gewährte, in Spanien bewilligt wurde. Sie erlaubte der Insel, ihre Vertretung in den spanischen Cortes Generales zu behalten, und etablierte eine Legislative mit zwei Kammern. Die Legislative bestand aus einem Council of Administration mit acht gewählten und sieben bestimmten Mitgliedern sowie einer Chamber of Representatives mit einem Mitglied pro 25.000 Einwohner. Im gleichen Jahr gründeten José Celso Barbosa und Manuel Fernández Juncos die Orthodoxe Autonomistenpartei Partido Autonomista Ortodoxo. Am 9. Februar 1898 nahm die neue Regierung offiziell ihre Arbeit auf. Generalgouverneur Manuel Macías, der sich ohne Genehmigung des Kabinetts nicht in zivile oder politische Angelegenheiten einmischen durfte, vereidigte die neue Regierung unter der Carta Autonómica, die den Stadträten vollständige Autonomie in lokalen Angelegenheiten gab. Die teilautonome Regierung war jedoch nur kurzlebig, weil die Vereinigten Staaten beim Ausbruch des Spanisch-Amerikanischen Krieges in Puerto Rico einfielen.

### Invasion von 1898

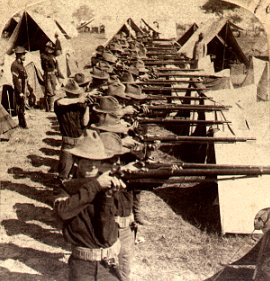
U.S. 1st Kentucky Volunteers in „Porto Rico“, 1898

Am 10. März 1898 begannen Julio J. Henna und Robert H. Todd, die Führer der puerto-ricanischen Abteilung der kubanischen Revolutionspartei, ihre Korrespondenz mit US-Präsident William McKinley in der Hoffnung, dass sie Puerto Rico bei der für Kuba geplanten Invasion einschließen könnten. Henna und Todd versorgten die US-Regierung mit Informationen über die militärische Präsenz der Spanier auf der Insel. Am 24. April wies der spanische Verteidigungsminister Segismundo Bermejo den Admiral Cervera an, mit seiner Flotte von Kap Verde in die Karibik sowie nach Kuba und Puerto Rico vorzustoßen.
Im Mai wurde Lt. Henry H. Whitney von der vierten US-Artillerie zu einer Erkundungsmission nach Puerto Rico geschickt. Er lieferte Karten und Informationen über die spanischen Streitkräfte an die US-Regierung, die bei einer Invasion hilfreich sein könnten. Am 10. Mai kam es am Fort San Cristóbal zu einem Feuergefecht zwischen den von Hauptmann Ángel Rivero Méndez kommandierten Spaniern und der USS Yale unter der Leitung von Capt. William C. Wise. Zwei Tage später bombardierte ein Eskadron von zwölf US-Schiffen unter Konteradmiral William Thomas Sampson San Juan, was die Bewohner in Panik versetzte. Am 25. Juni erhielt General Nelson Appleton Miles, der Kommandant der US-Streitkräfte, den Befehl nach Puerto Rico zu fahren und dort mit seinen Truppen zu landen. Am 21. Juli kam ein Konvoi mit neun Transportern und 3300 Soldaten eskortiert von der USS Massachusetts von Guantánamo nach Puerto Rico. General Miles landete am 25. Juli widerstandslos mit dem ersten Kontingent amerikanischer Truppen in Guánica an der Südküste der Insel. Im Süden und im Zentrum der Insel trafen sie auf Widerstand, aber Ende August befand sich die Insel unter der Kontrolle der Vereinigten Staaten.
Am 12. August wurden in Washington Friedensprotokolle unterzeichnet. Kommissionen der Vereinigten Staaten und aus Spanien trafen sich am 9. September in San Juan, um die Details zum Rückzug der spanischen Truppen und der Abtretung der Insel an die Vereinigten Staaten zu besprechen. Am 1. Oktober wurde bei einem ersten Treffen in Paris ein Friedensvertrag entworfen, den die Amerikaner und Spanier am 10. Dezember unterschrieben (vom US-Senat am 6. Februar 1899 ratifiziert). Die Spanier verzichteten auf ihre Ansprüche auf Kuba, gaben Guam, Puerto Rico und die abhängigen Inseln an die Vereinigten Staaten ab und übertrugen die Souveränität über die Philippinen für 20 Millionen US-Dollar an die Amerikaner. General John R. Brooke wurde erster Militärgouverneur der Vereinigten Staaten in Puerto Rico.

## Unter der Kontrolle der Vereinigten Staaten (1898 bis heute)

### Militärregierung

US-Flagge mit 45 Sternen, die nach der Invasion in Puerto Rico von den Vereinigten Staaten und bis 1908 als offizielle Flagge Puerto Ricos verwendet wurde

Nach der Unterzeichnung und Ratifikation des Friedensvertrags von Paris kam Puerto Rico unter die militärische Kontrolle der Vereinigten Staaten, was zu einigen Veränderungen führte, die heute noch gültig sind. Die Insel wurde in „Porto Rico“ umbenannt (1932 rückgängig gemacht) und bei der Währung löste der US-Dollar den puerto-ricanischen Peso ab. Versammlungs-, Rede-, Presse- und Religionsfreiheit galten nun ebenso wie ein Achtstundentag für Mitarbeiter der Regierung. Ein System öffentlicher Schulen wurde eingerichtet und die US-Post auf die Insel ausgedehnt. Die Highways wurden aus- und Brücken über wichtige Flüsse neugebaut. Die Regierungslotterie wurde abgeschafft und der Hahnenkampf verboten. Ein zentrales Gesundheitssystem sollte die schlechten Zustände mit hohen Raten von Kindersterblichkeit und zahlreichen endemischen Krankheiten verbessern.
Der Beginn der Militärregierung führte zur Gründung neuer politischer Gruppen. Die republikanische Partei Partido Republicano und die amerikanische föderale Partei American Federal Party entstanden unter der Führung von José Celso Barbosa bzw. Luis Muñoz Rivera. Beide Parteien unterstützten die Annexion an die Vereinigten Staaten als Lösung der kolonialen Situation.
Zwei Hurrikans suchten die Insel im August 1899 heim: San Ciriaco am 8. August und ein namenloser Sturm am 22. August. Fast 3400 Menschen starben in den Fluten und Tausende waren nach der Katastrophe ohne Haus, Nahrung oder Arbeit. Die Auswirkungen auf die Wirtschaft waren verheerend, da die Verluste durch die Zerstörung der Zucker- und Kaffee-Plantagen mehrere Millionen US-Dollar betrugen.

### Foraker Act (1900)

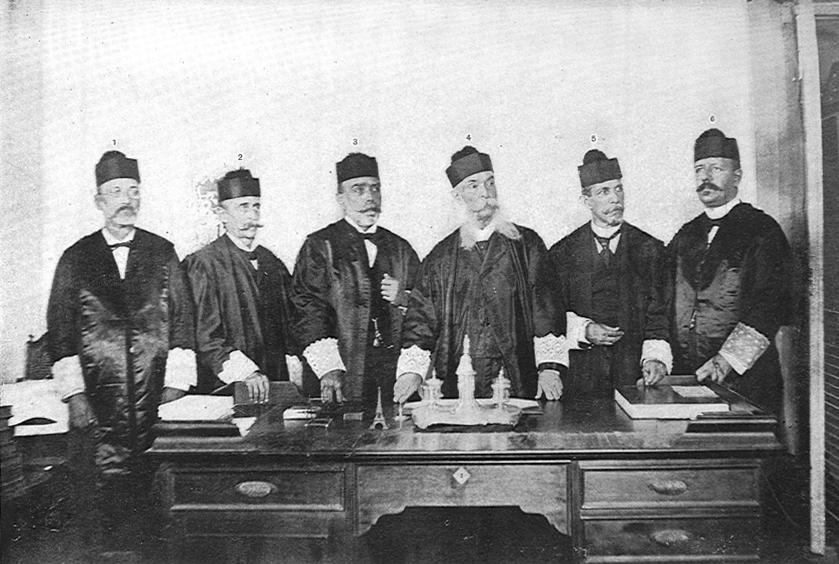
Der erste Supreme Court von Puerto Rico, 1900

Die Zeit der Militärregierung in Puerto Rico endete am 2. April 1900, als der US-Kongress den nach dem Senator Joseph Benson Foraker benannten Foraker Act erließ. Dieses Gesetz etablierte eine zivile Regierung und freien Handel zwischen der Insel und den Vereinigten Staaten. Die Regierung der Insel bestand aus einem vom Präsidenten benannten Gouverneur, einem exekutiven Rat (vergleichbar mit dem Senat) und einer Legislative mit 35 Mitgliedern, wobei das Veto der Exekutive eine 2/3-Mehrheit benötigte. Der erste zivile Gouverneur Charles Herbert Allen wurde am 1. Mai 1900 vereidigt. Am 5. Juni ernannte US-Präsident McKinley einen exekutiven Rat mit fünf puerto-ricanischen und sechs US-amerikanischen Mitgliedern. Mit dem Foraker Act entstand auch eine Judikative, an deren Spitze der Supreme Court stand. Puerto Rico durfte außerdem einen Resident Commissioner als Vertreter in den Kongress schicken. Das neu gebildete Bildungsministerium unter der Leitung des späteren Gouverneurs von Pennsylvania, M. G. Braumbaugh, ordnete Englisch als Unterrichtssprache an und behandelte Spanisch als besonderes Fach. Jedoch waren Englisch und Spanisch offizielle Sprachen auf der Insel. Am 6. November fanden die ersten Wahlen nach dem Foraker Act statt, und am 3. Dezember nahm die legislative Versammlung ihre Arbeit auf. Federico Degetau bezog am 14. März 1901 als erster Resident Commissioner aus Puerto Rico sein Büro in Washington.
Angesichts des neuen politischen Status entstanden 1900 die föderale Partei Partido Federal und die sozialistische Arbeiterpartei Partido Obrero Socialista de Puerto Rico. Erstere wollte Puerto Rico zu einem Bundesstaat der Vereinigten Staaten machen, während letztere den Idealen der Socialist Labor Party of America folgte. Vier Jahre später verwandelten Luis Muñoz Rivera und José de Diego die amerikanische föderale Partei in die Unionspartei Partido Unionista de Puerto Rico, um die koloniale Regierung zu bekämpfen. 1909 gründeten Rosendo Matienzo Cintrón, Manuel Zeno Gandía, Luis Lloréns Torres, Eugenio Benítez Castaño und Pedro Franceschi die unabhängige Partei Partido Independentista, die als erste die Unabhängigkeit Puerto Ricos auf ihrer Agenda hatte.
Im gleichen Jahr wurde der Foraker Act aufgrund von Schwächen und einer kleinen Krise in der Regierung durch das Olmsted Amendment modifiziert, das die Kontrolle über puerto-ricanische Angelegenheiten in die Rechtsprechung einer exekutiven Abteilung legte, die vom Präsidenten bestimmt werden mussten. 1914 wurden die ersten puerto-ricanischen Mitglieder des Exekutivkabinetts (Geschäftsführer Martin Travieso und der Kommissär für Inneres Manuel V. Domenech) bestimmt, was den Inselbewohnern eine Mehrheit gestattete. 1915 reiste eine Delegation aus Puerto Rico mit Gouverneur Arthur Yager nach Washington, um den Kongress um mehr Autonomie für die Insel zu bitten. Diese Delegation und Reden des Resident Commissioner Luis Muñoz Rivera im Kongress führten mit politischen und ökonomischen Interessen zur Unterzeichnung des Jones Act von 1917.

### Jones–Shafroth Act (1917)
Der Jones–Shafroth Act wurde am 5. Dezember 1916 bewilligt und am 2. März 1917 durch die Unterschrift von Präsident Woodrow Wilson zum Gesetz. Durch das Gesetz wurde Puerto Rico ein organisiertes, aber nicht inkorporiertes Territorium der Vereinigten Staaten und alle Puerto-Ricaner erhielten die Staatsbürgerschaft der Vereinigten Staaten. Der Act dehnte die Wehrpflicht auf die Insel aus, woraufhin im Ersten Weltkrieg 20.000 Soldaten zur US Army kamen. Die Macht der Regierung wurde dreigeteilt in eine Exekutive (vom US-Präsident benannt), eine Legislative und eine Judikative. Die Legislative bestand aus dem Senat mit 19 Mitgliedern und einem Abgeordnetenhaus mit 39 Mitgliedern. Die Mitglieder der Legislative wurden vom puerto-ricanischen Volk frei gewählt. Ein Bill of Rights legte fest, dass alle vier Jahre Wahlen stattfinden sollten. Englisch wurde zur offiziellen Sprache an puerto-ricanischen Gerichten.
Am 11. Oktober 1918 suchte ein Erdbeben mit einer Stärke von 7,3 auf der Richterskala zusammen mit einem 6,1 Meter hohen Tsunami die Insel heim. Das Epizentrum befand sich nordwestlich von Aguadilla im Mona Canyon (zwischen Puerto Rico und der Dominikanischen Republik). Das Erdbeben verursachte in Mayagüez große Schäden und kostete viele Menschen das Leben; auch an weiteren Orten der Insel kam es Schäden. Die Nachbeben dauerten mehrere Wochen an.
Nach dem Jones–Shafroth Act und der Einrichtung von Wahlen entstand am 17. September 1922 die neue puerto-ricanische nationalistische Partei Partido Nacionalista de Puerto Rico.
Am 16. April 1929 wurde ein Gesetz verabschiedet, das allen Frauen, die lesen und schreiben konnten, das Wahlrecht verschaffte und 1932 in Kraft treten sollte. Damit war zwar ein eingeschränktes Frauenwahlrecht erreicht, faktisch waren aber die meisten Puerto-Ricanerinnen von der Wahl ausgeschlossen. 1935 wurde ein Gesetz beschlossen, das das allgemeine Wahlrecht garantierte. Das allgemeine Wahlrecht für Männer war bereits im Jones Act for Puerto Rico 1917 anerkannt worden.
In den 1930er Jahren zogen sich die Nationalisten unter der Führung von Pedro Albizu Campos aus der Politik zurück, was zu Konflikten zwischen ihren Anhängern und den Autoritäten führte. Sie griffen den Gouverneur Blanton C. Winship, den Polizeichef Elisha Francis Riggs und den Richter des föderalen Tribunals, Robert Archer Cooper, an. Am 23. Februar 1936 töteten die beiden Nationalisten Hiram Rosado und Elias Beauchamp in einem Racheakt für das Río Piedras Massaker den Polizeichef Riggs in San Juan. Sie wurden verhaftet und im Hauptquartier der Polizei gemeinsam hingerichtet. Am 31. Juli 1936 wurden Pedro Albizu Campos, Juan Antonio Corretjer, Clemente Soto Vélez und andere Nationalisten zu sechs bis zehn Jahren Haft im Bundesgefängnis verurteilt. 1937 eröffnete die Polizei das Feuer auf eine Parteiparade der Nacionalista de Puerto Rico. Beim Massaker von Ponce starben 20 Menschen und 100 wurden verletzt.

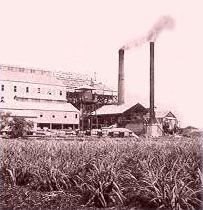
Zuckerrohrplantagen waren eine wesentliche Einnahmequelle in Puerto Rico bis zur Weltwirtschaftskrise

In den 1920er Jahren erlebte die Wirtschaft von Puerto Rico einen Boom. Der deutliche Preisanstieg beim Zucker, Puerto Ricos wichtigstem Export-Artikel, bescherte der Insel große Einnahmen. Daraufhin verbesserte sich die Infrastruktur. Neue Schulen, Straßen und Brücken entstanden. Der steigende private Reichtum zeigte sich im Bau vieler Residenzen, während die Entwicklung des Handels und der Landwirtschaft die Ausdehnung des Banken- und Transportwesens förderte. Die Rate der Kindersterblichkeit sank dank grundlegender öffentlicher Gesundheitsprogramme ständig. Jedoch kam der Aufschwung zu einem abrupten Ende, als sich 1929 in den Vereinigten Staaten ein Börsenkrach ereignete. Die Weltwirtschaftskrise traf die Insel hart. Zu der Zeit war die Landwirtschaft der größte Wirtschaftszweig. Industrie und Handel schwächelten in den 1930er Jahren ebenfalls. Die Krise verschärfte sich, als am 27. September 1932 der Hurrikan San Ciprián auf die Insel traf. Genaue Angaben über die Zerstörung sind nicht bekannt, aber es gab schätzungsweise 200–300 Tote, mehr als 1000 Verletzte und Sachschäden in Höhe von 30 bis 50 Millionen US-Dollar. Die landwirtschaftliche Produktion kam zum Stillstand. Jedoch endete der Verfall der Wirtschaft hier nicht. 1938 wurde ein gesetzlicher Mindestlohn von 25 Cent pro Stunde eingeführt, woraufhin zwei Drittel der puerto-ricanischen Textilfabriken schließen mussten, weil die Produktivität der Arbeit unter diesem Niveau lag.

### Commonwealth
Nach dem Zweiten Weltkrieg kam es zu sozialen, politischen und wirtschaftlichen Veränderungen, die sich bis heute auswirken. Nach dem Krieg begann eine zwei Jahrzehnte andauernde Auswanderung in die Vereinigten Staaten, hauptsächlich nach New York City. Die Gründe hierfür lagen in der unbefriedigenden ökonomischen Situation nach der Weltwirtschaftskrise und der umfangreichen Rekrutierung durch die United States Army und amerikanische Firmen. Heute leben mehr als zwei Millionen Puerto-Ricaner im Ausland. Die politischen Veränderungen begannen, als US-Präsident Harry S. Truman 1946 in Person des Commissioner Resident Jesús T. Piñero den ersten einheimischen Gouverneur Puerto Ricos benannte und der US-Kongress ein Jahr später ein Gesetz erließ, das es den Puerto-Ricanern erlaubte, ihren Gouverneur selbst zu wählen. Die ersten Wahlen entschied der Präsident des puerto-ricanischen Senats, Luis Muñoz Marín, für sich. Der erste demokratisch gewählte Gouverneur der Insel nahm am 2. Januar 1949 seine Arbeit auf und startete in den 1950er Jahren ein ambitioniertes Industrialisierungsprojekt unter dem Titel Operation Bootstrap. Es war mit einer Agrarreform verbunden, die das Land, das den großen Zuckerrohr-Produzenten zur Verfügung stand, begrenzte. Die Operation animierte US-Investoren dazu, Manufaktur-Anlagen zu transferieren oder neu zu errichten, indem man ihnen Zugeständnisse bei den lokalen und föderalen Steuern machte, aber den Zugang zum US-Markt frei von Importzöllen hielt. Ein weiterer Anreiz waren die geringen Lohnkosten auf der dicht besiedelten Insel, die eine hohe Arbeitslosigkeit in den Städten aufwies. In den 1950er Jahren entstanden arbeitsintensive Leichtindustrien wie Textilien, in den 1960er und 1970er Jahren wich die Manufaktur der Schwerindustrie wie Petrochemie und Erdölraffinerien. Muñoz Maríns Entwicklungsprogramme brachten der entstehenden Mittelschicht einigen Wohlstand und verwandelten die landwirtschaftliche Gesellschaft in eine industrielle Arbeiterklasse.

Flagge Puerto Ricos, 1895 geschaffen und 1952 offiziell anerkannt

Am 4. Juli 1950 unterzeichnete Truman den Public Act 600, der es den Puerto-Ricanern erlaubte, ihre eigene Verfassung für den Commonwealth zu entwerfen. Der US-Kongress hatte den Status der Insel zuvor vom Protektorat zum Commonwealth erhöht. Dies verärgerte zusammen mit Muñoz Maríns Weigerung, die Unabhängigkeit Puerto Ricos zu verfolgen, einige Einwohner. Ende Oktober 1950 veranstaltete eine Gruppe von Nationalisten unter der Führung von Pedro Albizu Campos einige Revolten; die erfolgreichste ist als Jayuya-Aufstand bekannt. Die Nationalisten attackierten das Haus des Gouverneurs, La Fortaleza, das Kapitol und das Blair House, in dem sie ein Attentat auf Truman versuchten. Diese Vorkommnisse veranlassten Muñoz Marín, gegen die Nationalisten und die Verfechter der Unabhängigkeit Puerto Ricos hart durchzugreifen. Die Maßnahmen durch Muñoz Marín und die US-Regierung wurden jedoch später als Verstoß gegen das Verfassungsrecht gewertet. Am 25. Juli 1952 bestätigten die Wähler die Verfassung in einem Referendum und die Insel organisierte sich als Estado Libre Asociado bzw. Commonwealth of Puerto Rico (die wörtliche Übersetzung der spanischen Bezeichnung wäre „frei assoziierter Staat“, was jedoch als unangemessen betrachtet wurde, weil die Vereinigten Staaten aus Bundesstaaten bestehen). Im gleichen Jahr konnten die Flagge Puerto Ricos, die von 1852 bis 1952 geächtet war, erstmals öffentlich gezeigt werden.
Luis A. Ferré gründete die Partido Estadistas Unido, um für den Status als US-Bundesstaat zu werben. Am 23. Juli 1967 entschieden sich die Wähler beim ersten Plebiszit zum politischen Status Puerto Ricos mit 60,4 % für die Beibehaltung des Commonwealth (39 % für den Bundesstaat, 0,6 % für die Unabhängigkeit). Am 20. August 1980 forderte das Entkolonisierungskomitee (Decolonization Committee) der Vereinten Nationen die Vereinigten Staaten zum Abzug aus Puerto Rico auf. Weitere Plebiszite zur Unabhängigkeit fanden 1993 und 1998 statt. In beiden Fällen blieb der bisherige Status quo erhalten. Die US-Verfassung erwähnt diesen Status jedoch nicht, da die Insel rechtlich ein Territorium der Vereinigten Staaten unter Aufsicht des Kongresses bleibt. Die Estadistas Unidos gründeten die neue progressive Partei Partido Nuevo Progresista unter Ferrés Führung. Die Partei plädierte dafür, dass Puerto Rico der 51. Bundesstaat der Vereinigten Staaten werden sollte (im Gegensatz zur Puerto-ricanischen Unabhängigkeitspartei). Ferré wurde am 5. November 1968 mit 43,6 % der Stimmen als erster Gouverneur, der dieses Ziel verfolgte, gewählt. Seine Progressiven gehören mit den Demokraten und den Unabhängigen zu den etablierten Parteien in Puerto Rico.
Bei den Gouverneurswahlen vom 4. November 1980 siegte knapp mit nur 3503 Stimmen der bisherige Gouverneur Carlos Romeo Berceló von der PNP, die sich weiterhin für einen Anschluss als 51. Bundesstaat der Vereinigten Staaten einsetzt gegen den Kandidaten Rafael Hernández Colón von der Popular Democratic Party (PPD), die sich für die Erhaltung des Commonwealth-Status einsetzt.
Am 11. Januar 1981 kam es zu einem schweren Bombenanschlag durch ein Kommando der linksgerichteten Unabhängigkeitsbewegung „Los Macheteros“ (PRTP) auf den Luftwaffenstützpunkt Muñiz Air Base nahe San Juan. Dabei wurden 11 Kampfflugzeuge, darunter 10 vom Typ A-7 Corsair II und ein F-104 Starfighter der Puerto Rico Air National Guard zerstört.
Heute ist Puerto Rico ein wichtiges Ziel für den Tourismus und ein führendes Zentrum für Pharmazie und Manufaktur. Die Insel kämpft trotz der 1952 gewährten lokalen Autonomie immer noch um ihren politischen Status, was in der Gesellschaft zu politischen Debatten führt. In der Wirtschaft wurde das Rating von Moody’s auf Baa2 reduziert, mit der Option auf weitere Senkungen in der nahen Zukunft. Infolgedessen kam es zu finanziellen Reformen mit dem Ziel, die Ausgaben der Regierung zu senken, die Einnahmen zu erhöhen und das Budget auszugleichen.
Am 25. Oktober 2006 verlieh das puerto-ricanische Außenministerium dem Politiker Juan Mari Brás die puerto-ricanische Staatsbürgerschaft, obwohl diese seit 1917 nicht mehr zu existieren schien. Der Supreme Court und der Justizminister stellten fest, dass die Staatsbürgerschaft existierte und in der puerto-ricanischen Verfassung wie in den Insular Cases (Casos Insulares) von 1901 bis 1922 durch den Supreme Court der Vereinigten Staaten anerkannt war. Das State Department arbeitet an einem Protokoll, um den Puerto-Ricanern ihre Staatsbürgerschaft zu gewähren.
Am 6. November 2012 stimmte die Bevölkerung Puerto Ricos in einem Referendum über den Status Puerto Ricos für die Änderung des Status Puerto Ricos zu einem Bundesstaat der Vereinigten Staaten. Damit würden Puerto-Ricaner neben der US-Staatsbürgerschaft auch alle verfassungsmäßigen Rechte haben und könnten somit künftig bei den Wahlen zum US-Präsidenten als 51. Bundesstaat Wahlmänner für die US-Präsidentenwahl stellen.
Ein neues Referendum wurde am 11. Juni 2017 durchgeführt. Bei der nicht bindenden Volksbefragung sprachen sich rund 97 Prozent dafür aus, dass das US-Außenterritorium, das auch die Spanischen Jungferninseln umfasst, ein vollwertiger US-Bundesstaat wird. Wegen eines Boykottaufrufs der Opposition lag die Wahlbeteiligung allerdings lediglich bei etwa 23 Prozent der insgesamt 2,3 Millionen Wahlberechtigten.
Im Mai 2022 verhandelten Mitglieder des Kongresses über eine Klärung des territorialen Status von Puerto Rico und seiner Stellung im Commonwealth. Ihr Vorschlag baute auf dem Konzept von Darren Soto und Jenniffer González und dem Puerto Rico Self-Determination Act von Alexandria Ocasio-Cortez und Nydia Velázquez auf. Der Gesetzentwurf sieht vor, dass am 5. November 2023 eine Volksabstimmung zur Klärung des politischen Status von Puerto Rico stattfinden soll.
Im April 2023 brachten die Demokraten im Repräsentantenhaus den Status Act von Puerto Rico wieder ein, der darauf abzielt, seinen territorialen Status und seine Beziehungen zu den Vereinigten Staaten durch eine verbindliche Volksabstimmung auf Bundesebene zu regeln.

### Finanzkrise und Hurrikan Maria
Mit dem Jones–Shafroth Act von 1917 wurde Puerto Rico erlaubt, über Anleihen an Gelder zu kommen, deren Zinsgewinn nicht besteuert werden muss, was sie für Anleger attraktiv macht. Die Regierungen Puerto Ricos machten davon regelmäßig Gebrauch und verschuldete sich dabei. Seit 2006 befindet sich die Puerto Rico in einer Rezession; die Verschuldung durch die Ausgabe von Anleihen stieg 2006–2017 um 87 Prozent. Es kam zu einer sinkende Geburtenrate und einem Bevölkerungsrückgang, so lebten im Jahr 2007 3,8 Millionen Menschen auf Puerto Rico, 2017 nur noch 3,4 Millionen, ein Rückgang von 400.000 Menschen in zehn Jahren. Dazu kommt eine Talentabwanderung, also das Auswandern gebildeter Bevölkerungsschichten. So können etwa Ärzte auf dem Festland der USA deutlich besser verdienen als auf der Insel, Lehrer verdienen zwei bis drei Mal so viel auf dem Festland.
Im Februar 2014 wurde die Bonitätsstufe Puerto Ricos von den größeren Ratingagenturen auf BB (Schrottstatus) herabgesetzt.
2016 konnte der Staat seine Schulden nicht mehr bedienen. Der Schuldenstand an den Finanzmärkten betrug im Mai 2017 etwa 72 Milliarden Dollar, dazu kommen 49 Milliarden für ausstehende Pensionszahlungen. Die Ausgaben für Schulen und andere öffentliche Dienstleistungen mussten empfindlich gekürzt werden. Die Arbeitslosenquote lag bei 11,5 Prozent.
Seit Sommer 2016 überwacht ein Expertengremium der US-Regierung die Finanzen der Insel. Am 3. Mai 2017 meldete Puerto Rico Insolvenz an.
Am 20. September 2017 verwüstete der Hurrikan Maria die Insel. Fast das gesamte Strom- und Mobiltelefonnetz wurde zerstört, die Trinkwasserversorgung für mehr als die Hälfte der Bevölkerung fiel aus. Der finanzielle Schaden wird auf 95 Milliarden Dollar geschätzt. Die Hilfe durch die Trump-Administration wurde vielfach als zu langsam und inadäquat kritisiert. Zudem kamen rund 3000 Menschen ums Leben. Etwa 200.000 Menschen verließen im Jahr nach dem Hurrikan die Insel, um sich auf dem US-amerikanischen Festland niederzulassen, darunter viele mit höherer Bildung („Brain Drain“). Erst 2019 verzeichnete Puerto Rico wieder einen kleinen Bevölkerungszuwachs.
Die Insel war zur Bewältigung der Folgen des Hurrikans auf Hilfsgelder aus Washington angewiesen. Von vom US-Kongress in Aussicht gestellten 40 Mrd. Dollar waren bis Sommer 2019 etwa 11–14 Mrd. in Puerto Rico angekommen. Am 10. Juli 2019 verhaftete das FBI sechs Personen, darunter die ehemalige Bildungsministerin Julia Keleher und die Leiterin der Gesundheitsbehörde. Ihnen wird vorgeworfen, in den letzten beiden Jahren über 15 Mio. Dollar an Bundesmitteln veruntreut zu haben. Kurz darauf, am 13. Juli 2019 veröffentlichte das Centre for Investigative Journalism Chat-Nachrichten einer privaten Telegramgruppe von Gouverneur Ricky Rosselló. Die Nachrichten enthielten homophobe und sexistische Beleidigungen und respektlose Äußerungen über die Opfer von Hurrikan Maria. Dieser Telegramgate genannte Skandal löste die größten Demonstrationen in der Geschichte des Landes aus. In tagelangen Massenprotesten forderten die Demonstranten den Rücktritt des Gouverneurs und äußerten ihre Wut über die langjährige Rezession, Misswirtschaft und Korruption. In der Folge traten mehrere Regierungsangehörige zurück und schließlich kündigte auch Rosselló an, am 2. August 2019 sein Amt als Gouverneur zurückzulegen.
Das Ministerium für Wohnungsbau und Stadtentwicklung hielt ab Sommer 2019 vom Kongress bewilligte Hilfsgelder für den Wiederaufbau von Häusern und Wohnungen zurück. Die Trump-Administration begründete dies mit „mutmaßlicher Korruption“, „finanziellen Unregelmäßigkeiten“ und dem angeblichen Unvermögen der puerto-ricanischen Regierung diese Hilfsgelder zu verwalten. Die oppositionelle Demokratische Partei verurteilte dieses Vorgehen als illegal. Erst kurz nachdem eine Erdbebenserie im Januar 2020 die Insel erschütterte und im Süden weitere Schäden an Häusern und Infrastruktur anrichtete, wurden 8,2 Mrd. Dollar freigegeben.